# کشف‌نشده (فیلم ۲۰۰۵)
کشف‌نشده (به انگلیسی: Undiscovered) فیلمی محصول سال ۲۰۰۵ و به کارگردانی میرت اویس است. در این فیلم بازیگرانی همچون پل جیمز، استیون استریت، کیپ پاردیو، کری فیشر، شانین سوسامون، پیتر ولر، فیشر استیونس، اشلی سیمپسون، پری ریوز و استیون مویر ایفای نقش کرده‌اند.